# Amata semidiaphana
Amata semidiaphana är en fjärilsart som beskrevs av Turati 1917. Amata semidiaphana ingår i släktet Amata och familjen björnspinnare. Inga underarter finns listade i Catalogue of Life.